# Каштамі
Каштамі (перс. كشتمي) — село в Ірані, у дегестані Кухестані-є-Талеш, у Центральному бахші, шагрестані Талеш остану Ґілян. За даними перепису 2006 року, його населення становило 502 особи, що проживали у складі 110 сімей.